# ジョニー・マシューズ
ジョニー・マシューズ（Johnny Matthews、1993年7月5日 - ）は、ユナイテッド・ラグビー・チャンピオンシップ、グラスゴー・ウォリアーズに所属するラグビー選手。

## プロフィール
- イングランド・リヴァプール出身[1]。
- ポジションはフッカー(HO)。
- 身長 183cm、体重 107kg
- スコットランド代表キャップは2（2024年3月現在）でラグビーワールドカップ2023のスコットランド代表に選ばれたことがある[2]。

## 略歴
ロザラム・ティタンズを経て、2019年、グラスゴー・ウォリアーズに加入。